# Asa N.º 91 da RAAF
A Asa N.º 91 foi uma asa da Real Força Aérea Australiana (RAAF) que operou durante a Guerra da Coreia e no seu rescaldo. Foi estabelecida em Outubro de 1950 para administrar as unidades da RAAF destacadas para o conflito coreano: o Esquadrão N.º 77 (componente operacional da asa), o Esquadrão N.º 391 (unidade de base), o Esquadrão N.º 491 (unidade de manutenção) e um esquadrão de comunicações. O quartel-general da asa situava-se em Iwakuni, no Japão, juntamente com as suas unidades subordinadas à excepção do Esquadrão N.º 77, que estava baseado na Península da Coreia e estava sob o comando operacional da Quinta Força Aérea dos Estados Unidos.
Em 1950 e 1953 o esquadrão de comunicações teve vários nomes, tendo em Março de 1953 sido re-baptizado como Esquadrão N.º 36. Este esquadrão tomou a responsabilidade de realizar as missões de transporte de militares, mercadorias, correio, e de realizar evacuações aeromédicas. O Esquadrão N.º 77, que começou o conflito com aviões P-51 Mustang, passou a operar aviões Gloster Meteor em Abril de 1951. Depois do armistício de Julho de 1953 o esquadrão continuou na Coreia, tendo regressado à Austrália em Novembro de 1954, mês este no qual o Esquadrão N.º 491 foi extinto. O Esquadrão N.º 36 voltou à Austrália em Março de 1955, deixando no Japão quatro das suas aeronaves para equipar a recém-formada Unidade de Transporte da RAAF, que brevemente este subordinada à Asa N.º 91. No mês seguinte, o Esquadrão N.º 391 e a Asa N.º 91 foram extintos.

## Origem e formação
Quando a Guerra da Coreia se iniciou no dia 25 de Junho de 1950, o Esquadrão N.º 77 da Real Força Aérea Australiana foi destacado para Iwakuni, no Japão. Nos quatro anos anteriores, esta unidade, equipada com aviões P-51 Mustang, havia servido o Grupo Aéreo da Comunidade Britânica, a componente aérea da Força de Ocupação da Comunidade Britânica, inicialmente como parte da Asa N.º 81. Quando esta asa foi extinta em Novembro de 1948, o Esquadrão N.º 77 tornou-se na única unidade aérea australiana no Japão. Nesta altura, era o maior esquadrão da RAAF, composta por 299 militares, quarenta aviões P-51, três CAC Wirraway, dois Douglas C-47 Dakota e dois Auster. O esquadrão estava preparado para regressar à Austrália quando ficou em standby por causa dos conflitos na Coreia; começou então a realizar missões humanitárias de manutenção da paz por parte da Organização das Nações Unidas (ONU). O comandante do esquadrão, o Wing Commander Lou Spence, foi morto em combate no dia 9 de Setembro de 1950, e o Comodoro Alan Charlesworth, Chefe do Estado-maior da Força de Ocupação da Comunidade Britânica, tomou provisoriamente o cargo de comandante, enquanto se aguardava pela organização de uma unidade superior que pudesse servir de suporte e administração para o esquadrão. O Squadron Leader Dick Cresswell chegou ao esquadrão no dia 17 de Setembro, e assumiu o comando da mesma.
Depois da batalha de Inchon e do avanço das tropas das Nações Unidas, o Esquadrão N.º 77 moveu-se para Pohang, na Coreia do Sul, no dia 12 de Outubro de 1950. Isto deixou os seus principais elementos de apoio em Iwakuni. Nesta base, a Asa N.º 91 foi criada, no dia 20 de Outubro. Na sua designação oficial (No. 91 (Composite) Wing), onde a palavra Composite se pode traduzir para "Composta", ou até mesmo "Múltipla", este termo servia para identificar esta asa como uma força formada por vários elementos operacionais, em vez de ter sob o seu comando um único tipo de força, como caças ou bombardeiros. Comandada por A. D. Charlton, a Asa N.º 91 ficou com a responsabilidade de comandar e administrar todas as unidades da RAAF durante a Guerra da Coreia. Além do Esquadrão N.º 77, esta asa também era composta pelo Esquadrão N.º 391, o Esquadrão N.º 491 e o Destacamento de Comunicações N.º 30, anteriormente conhecido como Destacamento de Comunicações do Esquadrão N.º 77 e inicialmente composto por dois aviões Dakota e dois Auster. Com a excepção do Esquadrão N.º 77, as unidades da asa estavam todas sediadas em Iwakuni. Alguns membros das Forças Aéreas do Extremo Oriente, dos Estados Unidos, apoiavam a criação de uma "Asa da Comunidade Britânica", que incluiria o Esquadrão N.º 77 australiano e o Esquadrão N.º 2 da Força Aérea da África do Sul, na altura a caminho da Coreia e equipado com aviões Mustang; contudo, o governo sul-africano não concordou com a ideia.

### Operações

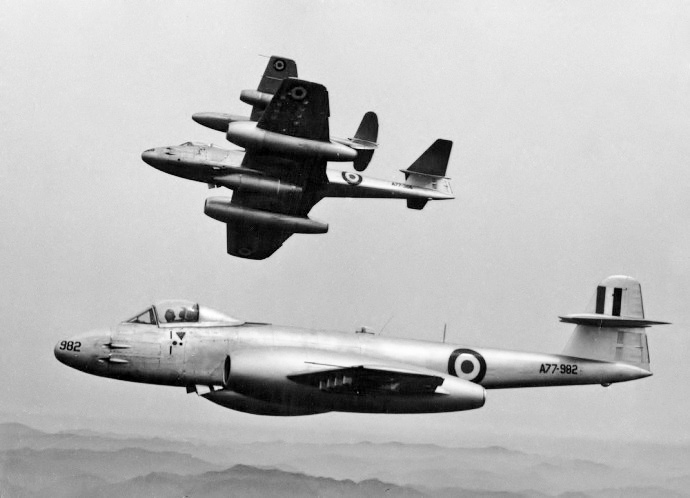
Aviões Meteor do Esquadrão N.º 77 a praticar manobras durante um exercício de treino nos céus de Iwakuni, no Japão, em 1952

Apesar de hierarquicamente dependente da Asa N.º 91, operacionalmente o Esquadrão N.º 77 estava sob o comando da Quinta Força Aérea dos Estados Unidos, comando que se iniciou quando se o esquadrão começou a realizar operações na Coreia; a formação da asa não afectou o comando operacional. Mais tarde, o esquadrão moveu-se de Pohang para Yonpo, perto de Hamhung, em Novembro de 1950, continuando a prestar apoio às forças da ONU à medida que estas avançavam pela península. O contra-ataque norte-coreano, cuja força foi multiplicada pelas forças chinesas, levou a que as forças da ONU recuassem, forçando o esquadrão a retirar para Busan no dia 3 de Dezembro. As pobres condições rádio com a Asa N.º 91 dificultaram a evacuação de Yonpo, que foi realizada com o apoio da Força Aérea dos Estados Unidos, que procurou ajudar onde os aviões Dakota da RAAF não conseguiram. Cresswell acreditava que o quartel-general da asa, em Iwakuni, nem sempre conseguia estar sintonizado com as forças da linha da frente, e frequentemente lidava directamente com o Tenente-general Sir Horace Robertson, o comandante da Força de Ocupação da Comunidade Britânica e o militar australiano de mais alta patente do teatro de guerra, e com o Vice-chefe do Estado-maior da RAAF, Frederick Scherger.
Em resposta à ameaça dos caças a jacto comunistas Mikoyan-Gurevich MiG-15, o Esquadrão N.º 77 foi retirado para Iwakuni em Abril de 1951, para ser re-equipado com aviões Gloster Meteor. Quatro oficiais da Real Força Aérea, com experiência em pilotar o Meteor, foram destacados para a Asa N.º 91 para ajudar na conversão e no treino dos pilotos australianos. O esquadrão voltou à acção com a sua nova aeronave no dia 29 de Julho, operando a partir de Kimpo, na Coreia do Sul. Os aviões Mustang tinham sido muito eficazes no apoio aéreo aproximado, contudo o principal papel do Esquadrão Nº 77 na RAAF era a intercepção, e esperava-se que agora, com o Meteor, o esquadrão pudesse se concentrar na sua verdadeira missão. De acordo com a história oficial da Austrália na Guerra da Coreia, a unidade provou o seu valor a nível diplomático e operacional; tendo sido um dos primeiros esquadrões da ONU a entrar em acção, compreendia um terço de toda a força a jacto no final de 1951, quando os confrontos no MiG Alley estavam no seu auge. Contudo, combates aéreos entre os Meteor e os MiG, durante o mês de Agosto, convenceram o novo comandante Gordon Steege que os jactos australianos estavam ultrapassados, e a Quinta Força Aérea concordou em retirar os australianos da frente de combates aéreos; assim, os Meteor passariam a realizar missões de escolta e defesa aérea local. A taxa de sucesso do esquadrão, no final do ano, era de uma baixa por cada quatro baixas ou capturas de inimigos.

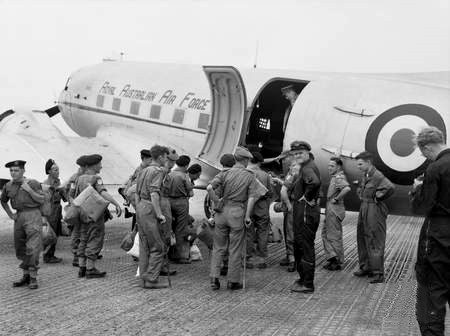
Ex prisioneiros de guerra embarcam num Dakota do Esquadrão N.º 36 em Seul, na Coreia do Sul, em Agosto de 1953

Em Dezembro de 1951, o substituto de Steege, Ron Susans, fez com que o Esquadrão N.º 77 voltasse a tomar uma posição ofensiva na guerra, começando a realizar missões de ataque terrestre, posição que o esquadrão manteve até ao final da guerra. O Flight Lieutenant J. C. Smith, oficial responsável pelo armamento da Asa N.º 91, desempenhou um papel fundamental no desenvolvimento da "Cebola Flamejante", um foguete ar-terra com napalm, que foi usado em várias operações em 1952 e 1953. O Esquadrão N.º 77 continuou na Coreia—inicialmente em Kimpo, e mais tarde em Kunsan—depois do armísticio de Julho de 1953. Durante a guerra, perdeu um total de 41 pilotos. Além destes, outros sete ficaram prisioneiros de guerra. Em termos de aeronaves, perdeu-se quase sessenta, incluindo mais de quarenta aviões Meteor, a maior parte deles abatidos por artilharia antiaérea. O esquadrão voou cerca de 18 872 missões, incluindo 3872 em aviões Mustang e 15mil nos Meteor. Por outro lado, é dado crétido ao esquadrão por ter abatido cinco aviões MiG-15 e por ter destruído 3700 edifícios, 1408 veículos, 98 locomotivas e carruagens e ainda seis pontes.
O Destacamento de Comunicações N.º 30 incluía o Dakota privado de Robertson, que operava sob a sua direcção. A força de dois aviões Dakota e dois Auster do destacamento foi rapidamente aumentada depois de a Austrália enviar mais dois Dakota. No dia 1 de Novembro de 1950, o destacamento foi re-baptizado de Unidade de Comunicações N.º 30. No mesmo mês, recebeu mais quatro aviões Dakota por parte do Esquadrão N.º 38, da Asa N.º 90 na Malásia, permitindo que operasse uma força de oito aviões Dakota e dois Auster. A unidade apoiava todas as forças australianas na Coreia. Uma das suas funções principais era a evacuação aeromédica, mas também era responsável pela realização de missões de busca e salvamento, lançamento de mantimentos em voo, reconhecimento aéreo, transporte de correio, tropas, carga e entidades importantes. Ao contrário do Esquadrão N.º 77, não estava sob o dependência operacional da Quinta Força Aérea, mas sim sob controlo australiano, que era exercitado através do quartel-general da Força de Ocupação da Comunidade Britânica, no Japão. Esta unidade foi reformada como Unidade de Transporte N.º 30, no dia 5 de Novembro, e como Esquadrão N.º 36 no dia 10 de Março de 1953. Durante a guerra, esta unidade transportou cerca de 100 mil passageiros e mais de 6 mil toneladas de mercadorias. Os registos históricos da Asa N.º 91 apontam para um total de 12 762 evacuações aeromédicas da Coreia para o Japão, e mais de duas mil do Japão para a Austrália ou a Inglaterra. A unidade perdeu um Auster e um Wirraway em acidentes aéreos, que resultaram em quatro mortes.

### Apoio

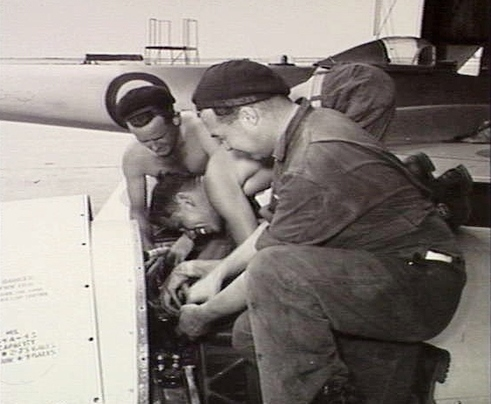
Pessoal do Esquadrão N.º 491 a trabalhar no motor de um Meteor em Iwakuni, em Junho de 1954

Quando a Guerra da Coreia despoletou, o Esquadrão N.º 77 era independente. O fardo adicional das operações de combate tornou a situação insustentável, depois de o esquadrão entrar em acção na Coreia, levando à formação do Esquadrão N.º 391 em Iwakuni, ao mesmo tempo que o quartel-general da Asa N.º 91. Os esquadrões de base da RAAF eram responsáveis pela administração, logística, cuidados médicos, comunicações e segurança da base. Formado principalmente por ex membros do Esquadrão N.º 77, no primeiro ano de existência, o Esquadrão N.º 391 enfrentou uma grave escassez de equipamento e roupa de inverno. Outros problemas surgiram ainda depois da introdução do Meteor, pois era muito mais difícil obter peças para o Meteor britânico do que para o Mustang norte-americano. Além de ter as suas responsabilidades a nível da RAAF, o Esquadrão N.º 391 também apoiava o Exército Australiano e outros militares e entidades das Nações Unidas que passavam por Iwakuni. Geriu o "Hotel de Trânsito" da Asa N.º 91, que para além de militares ainda acomodava uma grande variedade de entidades. O contingente médico do esquadrão estava fortemente envolvido nos cuidados e na escolta de feridos da Coreia para Iwakuni, e daí para outros destinos.
O Esquadrão N.º 491 também foi formado ao mesmo tempo que a Asa N.º 91, no dia 20 de Outubro de 1950. Com quartel-general em Iwakuni, era responsável por toda a manutenção das aeronaves da asa, com a excepção das tarefas de manutenção diária. Uma secção foi destacada para acompanhar o Esquadrão N.º 77 na Coreia do Sul, para apoiar o pessoal do esquadrão na manutenção diária. O pessoal do Esquadrão N.º 491 integrava uma escala rotativa para cumprir serviço neste destacamento na Coreia, sendo que além disto ocasionalmente poderia ser necessário um maior número de militares para determinadas reparações ou trabalhos de salvamento de aeronaves. O horário padrão de trabalho diário para os técnicos da RAAF, em Iwakuni, contrastava com os turnos de quase dezasseis horas que vários militares cumpriam na linha da frente na Coreia. A Coreia apresentava um dos climas mais frios em que militares da RAAF alguma vez tinham trabalhado; segundo o Squadron Leader Cresswell, o próprio chegou a ver pessoal da manutenção com ferramentas congeladas nas suas mãos. Ambos os esquadrões 391 e 491 usavam tanto técnicos japoneses como australianos, algo incomum na época; durante a ocupação do Japão, depois da rendição deste na Segunda Guerra Mundial, a RAAF tinha empregado japoneses exclusivamente para tarefas domésticas.

### Dissolução

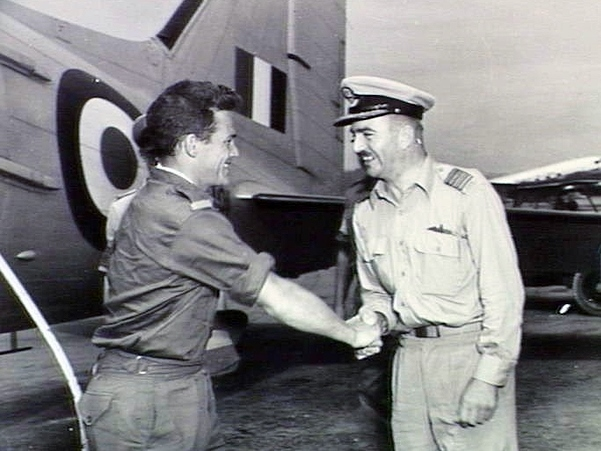
Dixie Chapman, comandante da Asa N.º 91, cumprimenta um piloto do Esquadrão N.º 77 que havia sido abatido na Coreia do Norte e feito prisioneiro, em Setembro de 1953

O Esquadrão N.º 77 permaneceu em Kunsan no dia 7 de Outubro de 1954 e pilotou os seus aviões Meteor para Iwakuni cinco dias depois. O esquadrão partiu para a Austrália em Novembro de tornou-se novamente operacional na Base aérea de Williamtown, em Nova Gales do Sul, no dia 4 de Janeiro de 1955. A sua ausência de 11 anos, fora da Austrália, que havia começado durante a Guerra do Pacífico na Segunda Guerra Mundial e continuou no Japão, como parte da Força de Ocupação da Comunidade Britânica, foi um recorde para uma unidade da RAAF. No dia 13 de Dezembro de 1954, o Esquadrão N.º 491 foi extinto em Iwakuni. Um ano mais tarde, a 13 de Março, o Esquadrão N.º 36 deixou de voar e regressou à Austrália, deixando para trás três aviões Dakota e um Wirraway que equiparam o Destacamento de Transporte da RAAF no Japão, formado no dia seguinte sob a Asa N.º 91. O quartel-general do Esquadrão N.º 391 e da Asa N.º 91 foram dissolvidos em Iwakuni no dia 30 de Abril de 1955. O destacamento de transporte continuou operacional até 8 de Julho de 1956, realizando voos de correio, quando o seu último avião Dakota—a última aeronave da RAAF no Japão—deixou Iwakuni.

## Comandantes
A Asa N.º 91 foi comandada pelos seguintes oficiais:
| Nomeação          | Nome                   |
| ----------------- | ---------------------- |
| Outubro de 1950   | Arthur Dallas Charlton |
| Setembro de 1951  | Anthony George Carr    |
| Novembro de 1952  | Dixie Robison Chapman  |
| Fevereiro de 1954 | Wilfred Norman Lampe   |
| Abril de 1954     | Ivan Stanley Podger    |